# 21-й армейский корпус (Великобритания)
21-й армейский корпус (англ. XXI Corps) — общевойсковое оперативно-стратегическое соединение войск Великобритании в Первой мировой войне.

## Формирование и боевой путь
21-й армейский корпус был создан в июне 1917 года по инициативе главнокомандующего Египетской экспедиционной армии Эдмунда Алленби, готовившего крупномасштабное наступление на Палестинском фронте. Комплектование частей корпуса длилось всё лето и большую часть осени, некоторые дивизии формировались с нуля прямо на территории Египта. В дальнейшем, по мере развития военной кампании, в состав корпуса вливались дополнительные дивизии, преимущественно переведённые из Индии. Под руководством бессменного командующего генерал-лейтенанта Эдуарда Бальфина 21-й корпус принял участие во всех основных сражениях победоносной кампании: третьей битве за Газу, сражении за хребет Эль-Мугар, взятии Иерусалима и, наконец, в битве при Мегиддо.

## Состав корпуса
| октябрь 1917 - 52-я пехотная дивизия (лоулендская) - 54-я пехотная дивизия (восточно-английская) - 75-я пехотная дивизия корпусные части: - сводный кавалерийский полк - 97-я группа тяжёлой артиллерии - группа «C» тяжёлой артиллерии - 102-я группа тяжёлой артиллерии - рота «E» танкового корпуса - 211-я пулемётная рота |  | конец сентября 1918 - 3-я пехотная дивизия (лахорская) - 7-я пехотная дивизия (мирутская) - 54-я пехотная дивизия (восточно-английская) - 60-я пехотная дивизия (2/2-я лондонская) - 75-я пехотная дивизия корпусные части: - сводный кавалерийский полк - 8-я горная бригада королевской артиллерии - 9-я горная бригада королевской артиллерии - 95-я бригада королевской артиллерии - 96-я бригада королевской артиллерии - 100-я бригада королевской артиллерии - 102-я бригада королевской артиллерии |